# Laer (Nadrenia Północna-Westfalia)
Laer – miejscowość i gmina położona w Niemczech, w kraju związkowym Nadrenia Północna-Westfalia, w rejencji Münster, w powiecie Steinfurt.

## Współpraca
Miejscowości partnerskie:
- Badersleben – dzielnica gminy Huy, Saksonia-Anhalt
- Guénange, Francja